# Der Nachtmahr
Der Nachtmahr è un film tedesco del 2015 diretto da AKIM. Il titolo e le tematiche affrontate si ispirano al celebre dipinto del pittore svizzero Johann Heinrich  Füssli, Incubo. La musicista rock Kim Gordon (Sonic Youth) ha un cameo come insegnante di letteratura inglese.

## Trama
Durante una calda estate berlinese, la diciassettenne Tina e le sue amiche si recano a un rave di musica techno presso una piscina pubblica. Durante il tragitto una delle ragazze mostra l'immagine di un feto deforme conservato in formaldeide presente nel laboratorio di biologia della scuola. La ragazza scatta una foto a Tina che poi utilizza, attraverso un'app, per fare face-swapping con quella dell'embrione deforme. Successivamente, alla festa, un ragazzo le mostra uno snuff-video in cui apparentemente una ragazza chinata sulla strada viene investita da un'auto. La protagonista si allontana per orinare e tra i cespugli nota una bizzarra creatura. Spaventata per l'accaduto costringe le sue amiche a tornare a casa. Una volta tornata in macchina, si accorge che le manca la sua collana e ne individua i pezzi per strada. Esce dall'auto e cerca di recuperarne i pezzi mettendoli insieme. A quel punto passa un'auto e la colpisce, simulando la scena che aveva visto poco prima nel video.
Pochi istanti dopo Tina si sveglia nel posto dove stava orinando, probabilmente svenuta per l'abuso di alcol o sostanze. La ragazza è comunque conscia di aver avuto un déjà-vu, poiché tutto si svolge esattamente come prima, eccezion fatta per la collana che è rimasta appesa al suo collo. Le tre amiche se ne tornano dunque a casa.
A casa, Tina nota nuovamente la strana creatura accovacciata di fronte al frigorifero, intenta nell'ingurgitare cibi di ogni tipo. Spaventata, avvisa i suoi genitori. Il giorno successivo il padre chiama la ditta di sicurezza per verificare che vi sia qualche segno di effrazione. Il personale assicura che nessuna serratura o finestra è stata forzata. Apparentemente la creatura sembra essere visibile solo a Tina. La ragazza viene quindi mandata da un analista che le consiglia di provare ad interloquire ed eventualmente toccare la creatura. Seguendo questi consigli, la ragazza scopre che la creatura è effettivamente reale. Non solo, i due sembrano avere una strana connessione sensoriale fisica: ogni volta che uno dei due si ferisce, anche l'altro ne sperimenta il dolore.
Tina inizia a simpatizzare con la creatura, portandole cibo nella sua stanza per sostentarla. Una notte, i genitori della ragazza sentono qualche rumore strano nella camera della figlia ed aprendo la porta si accorgono con orrore che la creatura sta dormendo sul letto insieme a Tina. Chiamata la polizia e specialisti nel recupero di animali, la creatura viene sedata e trasportata in un ospedale per ulteriori indagini. Il dardo tranquillante causa però un collasso anche sulla ragazza.

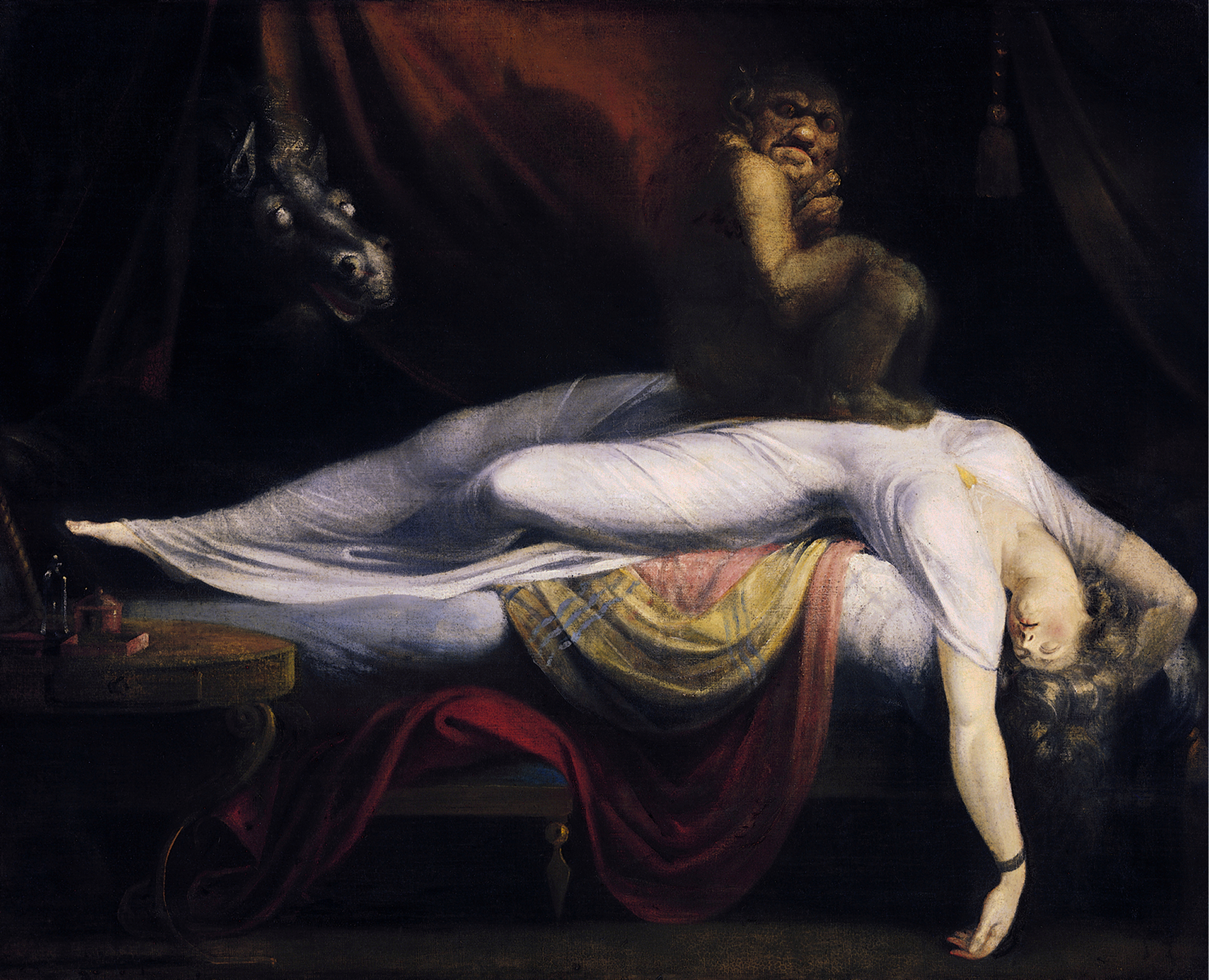
L'opera di Johann Heinrich Füssli a cui si ispira il film.

Una Tina rinsavita inizia a chiedere ai genitori dove sia la creatura, ma questi ultimi fingono di non sapere di cosa stia parlando. Di ritorno a scuola, Tina viene derisa dai suoi amici per l'episodio che le è accaduto, supponendo che stia diventando schizofrenica. 
È ormai passato un anno dall'inizio della vicenda, è dunque il giorno del diciottesimo compleanno di Tina. Nonostante i suoi amici abbiano organizzato una festa per lei, lei non è invitata perché costretta dai genitori a rimanere in casa per via delle sue condizioni mentali. Durante la cena, Tina scopre che i suoi vogliono mandarla in una clinica psichiatrica, furiosa per questo, decide di uscire di soppiatto, rubando la macchina dei genitori. Si reca dapprima nell'ospedale dove è segregata la creatura, riuscendo a salvarla, per poi raggiungere la festa.
Alla festa incontra le sue amiche e Adam, il ragazzo che le piace che decide finalmente di baciare. Ad un certo punto, tutti si accorgono della presenza della creatura. Spaventati da essa cercano di farle del male per allontanarla ma Tina si avvicina, la difende e la prende in braccio. Arrivati anche i genitori della ragazza, la invitano a lasciare la creatura. Il piccolo embrione deforme sfugge a Tina ed il padre della ragazza tira una statua di pietra alla creatura probabilmente uccidendola. Tina rivive quindi tutte le esperienze traumatiche a partire dall'incidente automobilistico iniziale.
Tina si sveglia nel retro di un'auto in movimento, mentre la creatura è al volante. Si sente confortata e insieme si allontanano.

## Produzione
La creatura è stata creata fisicamente da AKIM stesso in quanto anche scultore.

## Riconoscimenti
Il film ha vinto il Premio della giuria della categoria giovani e il Premio della giuria ecumenica al Max Ophüls Prize Film Festival (2016) e il premio per il miglior film straniero al 12 ° Fantaspoa Festival in Brasile, nel 2016.

## Accoglienza
Come lo stesso AKIM ha affermato, il film può essere variabilmente interpretato e che il suo intento non era quello di creare un horror bensì un viaggio nella psiche di un'adolescente della borghesia berlinese alle prese con la propria crescita, le relazioni con gli altri ed i genitori e l'immagine del se e del proprio corpo. 
Nonostante non vi siano ulteriori commenti o precisazioni dal regista, si suppone che l'abitazione ed in particolare la scala siano una citazione hitchcockiana utilizzata come metafora psicanalitica di Tina. La sua camera si trova all'ultimo piano, e rappresenterebbe l'Io della coscienza, ciò che la ragazza mostrerebbe di sé in pubblico. Al primo piano troviamo la camera dei genitori, che vengono colti, all'inizio del film, durante un rapporto sessuale. Ci troviamo nella zona della precoscienza dove Io ed Es si incontrano. Molto probabilmente la ragazza ha sperimentato i suoi primi rapporti sessuali e ne è rimasta delusa o in un qualche modo turbata. Giungiamo quindi al piano terra dove è presente la cucina e dove avviene il secondo incontro con la creatura. Nelle zone più recondite dell'Es si radica probabilmente la bulimia della ragazza, di cui il mostro ne sarebbe la materializzazione. Notiamo appunto che tutto ciò che si trova nell'"Es" sono turbe derivanti da situazioni e dinamiche che hanno determinato insicurezze nella ragazza riguardanti la propria immagine e l'accettazione del suo corpo. 
A queste tematiche si possono benissimo aggiungere i problemi delle odierne relazioni adolescenziali, di insicurezze riguardo al proprio corpo e a disturbi come la bulimia e la schizofrenia.
La creatura trae ovvia ispirazione dal quadro di Henry Fuseli.